# 2534 Houzeau
2534 Houzeau este un asteroid din centura principală, descoperit pe 2 noiembrie 1931 de Eugène Delporte.